# Anamaria Tămârjan
Anamaria Tămârjan (n. 8 mai 1991, Constanța, România) este o gimnastă română de talie mondială, medaliată cu bronz cu echipa lotului de gimnastică feminină a României la Jocurile Olimpice din anul 2008.
Anamaria a fost, de asemenea, medaliată cu bronz la Campionatele europene din 2008.

## Viața și cariera timpurie
Născută la 8 mai 1991 în Constanța, Anamaria are o soră geamănă, Adriana, care este la rândul său o gimnastă de talie mondială și membră a echipei României de gimnastică artistică la Jocurile Olimpice din 2008.
Anamaria, la fel ca și Adriana Tămârjan, a început să practice gimnastica artistică la vârsta de 4 ani în orașul Ploiești. Ulterior, la vârsta de 12 ani, s-a mutat la Centrul național român de gimnastică pentru juniori din orașul Onești, iar mai târziu a fost selecționată pentru a se antrena la Centrul național român de gimnastică pentru seniori din orașul Deva.

## Carieră ulterioară
Anamaria Tămârjan a fost membră a echipei României la Campionatele mondiale de gimnastică din 2007, desfășurate la Hanns-Martin-Schleyer-Halle din Stuttgart, Germania, fiind înlocuită în ultimul moment, după ce suferise o accidentare la un antrenament. Datorită unei alte accidentări, Anamaria a lipsit de la campionatele naționale ale României din 2008.
În schimb, la Campionatele europene de gimnastică feminină din 2008, desfășurate la Clermont-Ferrand, în Franța, Anamaria Tămârjan a câștigat medalia de aur cu echipa de gimnastică artistică a României, respectiv o medalie de bronz la sol în probele individuale.
La Jocurile olimpice din același an, Anamaria și-a îmbogățit palmaresul cu o medalie olimpică, o medalie de bronz obținută cu echipa României, deși sportiva română a participat accidentată. Anamaria a continuat cariera sa sportivă și după Jocurile Olimpice din 2008, revenind în sala de antrenamente unde s-a pregătit pentru Campionatele europene din 2009, desfășurate la Milano, între 2 și 5 aprilie. Medaliile de argint, cea a Anamariei, și cea de bronz a colegei sale Gabriela Drăgoi, obținută tot la bârnă, au fost singurele obținute de gimnastele române la acel concurs.

## Distincții
- Ordinul “Meritul Sportiv” clasa a III-a cu 2 barete (27 august 2008) [3]